# Erk Sens-Gorius
Erk Sens-Gorius   (Hannover, 25 de gener de 1946) és un tirador d'esgrima alemany, ja retirat, especialista en floret, que va competir sota bandera de la República Federal Alemanya durant les dècades de 1960 i 1970.
El 1972 va prendre part en els Jocs Olímpics d'Estiu de Munic, on fou cinquè en la prova de floret per equips del programa d'esgrima. Quatre anys més tard, als Jocs de Montreal, guanyà la medalla d'or en la mateixa prova.
Durant la seva carrera esportiva va prendre part en quatre edicions del Campionat del món d'esgrima, el 1969, 1970, 1971 i 1975.